# Yura (1922)
Yura (jap. 由良) – japoński krążownik lekki z okresu międzywojennego i II wojny światowej, czwarta jednostka typu Nagara. Wodowany 15 lutego 1922 roku, wszedł do służby w Dai-Nippon Teikoku Kaigun (Cesarska Marynarka Wojenna Wielkiej Japonii) 20 marca 1923 roku. Okręt brał udział w wojnie chińsko-japońskiej, a następnie w walkach na Pacyfiku, w tym w rejonie Singapuru oraz Wysp Salomona. Uczestniczył także w walkach o Guadalcanal. Kilkukrotnie pełnił funkcję jednostki flagowej. Został zatopiony 25 października 1942 roku przez lotnictwo amerykańskie. „Yura” był pierwszym japońskim krążownikiem lekkim zatopionym podczas II wojny światowej.
Uzbrojenie główne stanowiło siedem pojedynczych dział kalibru 140 mm. Wyporność standardowa krążownika wynosiła 5170 ts, a długość 162,15 m. Napęd stanowiły cztery zespoły turbin, do których parę dostarczało dwanaście kotłów. „Yura” był w stanie osiągnąć maksymalną prędkość wynoszącą 36 węzłów.

## Zamówienie i budowa
„Yura” powstał jako czwarta jednostka z serii krążowników lekkich typu Nagara – stanowiących rozwinięcie znajdujących się jeszcze wówczas w budowie, jednostek typu Kuma. Okręty te powstały na mocy decyzji dowództwa Japońskiej Marynarki Wojennej z roku 1917 o budowie ośmiu krążowników o wyporności normalnej wynoszącej 5500 ts. W 1918 zamówienie poszerzono o dodatkowe trzy okręty. W ten sposób Flota Cesarska zyskała pięć okrętów typu Kuma oraz sześć jednostek typu Nagara, których przedstawicielem był właśnie „Yura”. Okręty obu typów wybudowano w tym samym układzie kadłuba i rozwiązań technologicznych zastosowanych przy budowie krążowników. W stosunku do okrętów reprezentujących projekt Kuma, krążowniki typu Nagara, miały większy pomost bojowy, który zyskał kilka dodatkowych kondygnacji oraz większe wyrzutnie torpedowe.
Stępkę pod budowę „Yury” położono 21 maja 1921 roku w stoczni Sasebo. Wodowanie krążownika odbyło się 15 lutego 1922 roku, zaś uroczyste wprowadzenie do służby miało miejsce 20 marca 1923 roku w mieście Sasebo.

## Opis

### Skrócony opis konstrukcji
Kadłub krążowników typu Nagara miał 162,15 m długości całkowitej, zaś na linii wodnej długość wynosiła 156,65 m. Szerokość jednostki wynosiła 14,17 m, natomiast jej zanurzenie wynosiło 4,85 m. Wyporność standardowa wynosiła 5170 ts, zaś normalna 5690 ts. Pełna wyporność „Yury” po modyfikacjach w 1936 roku wynosiła 7825 ton. Załoga jednostki liczyła nominalnie 450 osób, w tym 37 oficerów. W przypadku, kiedy okręt miał pełnić funkcję okrętu flagowego, to zaokrętowane było na nim dodatkowych 27 osób (w tym 5 oficerów).
„Yura” napędzana była za pośrednictwem czterech zespołów turbin parowych systemu Parsonsa, do których parę dostarczało dwanaście kotłów opalanych paliwem płynnym i węglem. Po modernizacji kotły opalano wyłącznie ropą. Każdy zespół turbin za pośrednictwem własnej przekładni redukcyjnej napędzał swoją linię wału napędowego, zakończoną pojedynczą, trójpłatową śrubą napędową. Układ napędowy generował maksymalną moc wynoszącą 90 000 KM, co pozwalało osiągnąć krążownikowi maksymalną prędkość prawie 36 węzłów. Zasięg jednostki wynosił 8500 Mm przy prędkości 10 węzłów, 6000 Mm przy 14 w. oraz 1000 Mm przy prędkości wynoszącej 23 węzły. Energię elektryczną na okręcie zapewniały dwa spalinowe generatory prądu stałego o mocy odpowiednio 66 i 88 kW. Generowały one prąd o napięciu 110 V, a zainstalowano je w przedziale maszynowni.
Zastosowany układ opancerzenia kadłuba obejmował pas pancerny o grubości 63,5 mm, łączący się z pokładem górnym, o długości 73,17 m oraz wysokości 4,87 m, z czego 0,84 m znajdowało się pod wodą. Zapewniał ochronę przed ostrzałem z dział kalibru 102 mm. Pas ten znajdował się po obu stronach burt i chronił pomieszczenia kotłowni oraz maszynowni. Wykonany był ze stali o wysokiej odporności na rozciąganie oraz składał się dwóch warstw płyt pancernych. Pokład główny jednostki pokryto płytami pancernymi o grubości 28,5 mm. Główne działa kal. 140 mm osłonięto maskami pancernymi o grubości 10 mm. Komory amunicyjne dział głównych zostały opancerzone płytami o grubości 32 mm, natomiast opancerzenie podajników amunicyjnych wynosiło 16 mm.

### Uzbrojenie i wyposażenie

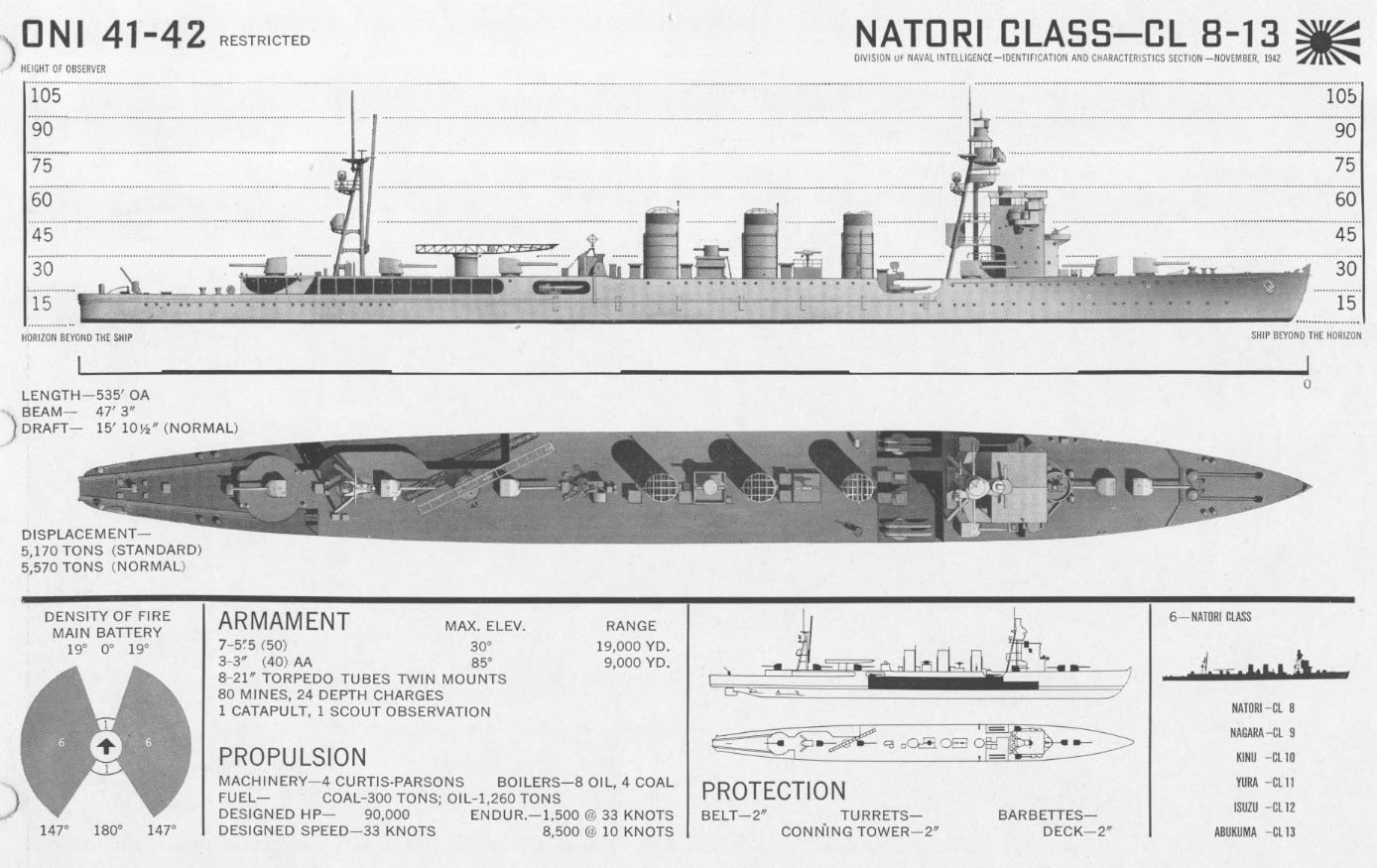
Sylwetka okrętów typu Nagara (poniżej schemat kątów ostrzału artylerii i schemat opancerzenia)

Okręt miał dwa maszty; jeden za dziobówką, a drugi na śródokręciu w okolicach rufy. Na dziobowym maszcie znajdował się dalocelownik Typu 13 służący do kierowania ogniem artyleryjskim, stanowisko dowodzenia artylerią i dwa reflektory. Okręt wyposażono pierwotnie w platformę startową dla samolotów Mitsubishi 1MF, znajdującą się na dziobie przed nadbudówką, z hangarem w nadbudówce, która nie okazała się jednak praktyczna i nie była używana. Spośród okrętów tego typu „Yura” wyróżniał się prowadzeniem na nim następnie eksperymentów w celu opracowania najlepszego systemu przenoszenia lotnictwa. W latach 1927–1928 używany był na nim wodnosamolot Typ 14, przenoszony na platformie startowej, lecz spuszczany na wodę za pomocą dźwigu po prawej stronie mostka. W 1930 roku zaś prowadzono na tym krążowniku eksperymenty z katapultą sprężynową mocowaną na dziobie na miejscu platformy, a w październiku tego roku zamontowano tam stałą katapultę typu Kure Nr 2 Model 2. Ostatecznie na przełomie 1933/1934 roku została ona zastąpiona przez obrotową katapultę Kure Nr 2 Model 3 dla wodnosamolotów zamontowaną na pokładówce rufowej. Od roku 1934 okręt używał wodnosamolotów Nakajima E8N lub Kawanishi E7K. Ostatni typ maszyn używany był gdy okręt pełnił rolę jednostki flagowej floty. W odróżnieniu od pozostałych okrętów z serii, „Yura” nigdy nie otrzymała radarów.
W momencie wejścia do linii krążownik uzbrojony był w siedem głównych dział okrętowych L/50 Typ 3 kalibru 140 mm, w pojedynczych stanowiskach osłoniętych maskami pancernymi. Dwa działa umiejscowione były na dziobie, w układzie tandemu, jednak lufy były skierowane w inne strony. Lufa działa numer jeden skierowana była w kierunku dziobu, zaś lufę działa numer dwa w położeniu marszowym skierowano na nadbudówkę. Po bokach nadbudówki ulokowano po jednym dziale (jedno na każdą burtę), zaś pozostałe trzy działa zamontowano wzdłuż płaszczyzny symetrii kadłuba – dwa stanowiska umiejscowiono za ostatnim kominem na śródokręciu, a ostatnie działo, ulokowane było na rufie. Dla pięciu dział przewidziano zapas pocisków wynoszący 120 sztuk, zaś dla dwóch bocznych dział zapas ten wynosił 105 sztuk. Dodatkowo „Yura” dysponowała dwiema armatami salutacyjnymi kal. 47 mm.
W zakresie uzbrojenia przeciwlotniczego „Yura” był wielokrotnie przezbrajany. W momencie wejścia do służby składało ono się z dwóch pojedynczych armat przeciwlotniczych kal. 76,2 mm (8 cm), zamontowanych po bokach pierwszego komina. Zapas amunicji dla każdej z armat wynosił 240 sztuk, była ona rozdzielnego ładowania. Uzbrojenie to uzupełniały dwa karabiny maszynowe Typu 3 kalibru 6,5 mm. Karabiny te umiejscowiono pomiędzy drugim a trzecim kominem. Na przełomie 1933/1934 roku na okręcie zamontowano stanowisko poczwórnych wkm Hotchkiss kalibru 13,2 mm na platformie przed nadbudówką dziobową. Dwie armaty plot. kal. 76,2 mm zastąpiono w tym samym czasie dwoma podwójnymi stanowiskami karabinów maszynowych Typu 93 kal. 13,2 mm, które z kolei zastąpiono w 1938 roku podwójnymi stanowiskami dział Typu 96 kal. 25 mm. Karabiny kal. 6,5 mm zostały zastąpione na przełomie 1933/1934 roku przez dwa karabiny maszynowe Lewis kal. 7,7 mm. W odróżnieniu od innych jednostek, okręt nie miał wymienionego siódmego działa kal. 140 mm na uniwersalne kal. 127 mm.
Okręt miał także cztery podwójne wyrzutnie torped kalibru 610 mm, do których używano torped Typu 8. „Yura” miała także zainstalowane tory minowe dla 48 min morskich.

## Służba

### Okres międzywojenny

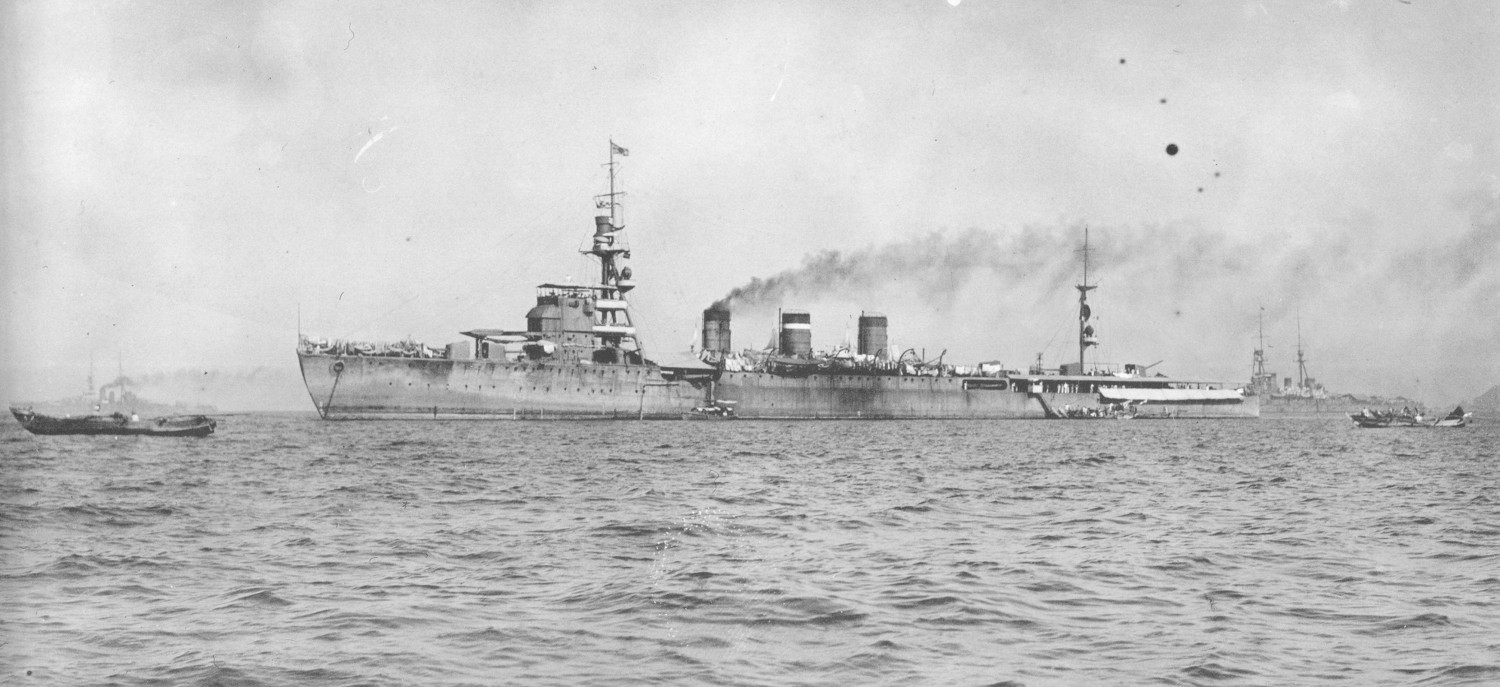
Krążownik w sierpniu 1923 roku

Okręt wcielono do służby 20 marca 1923 roku w Sasebo. Nazwa krążownika pochodzi od rzeki w prefekturze Kioto. 1 kwietnia tego samego roku, „Yura” została okrętem flagowym Sentai 5 (5. Eskadry). Już w sierpniu 1923 roku okręt wraz z Flotyllą wyruszył w rejs po wodach chińskich. 11 czerwca 1925 roku okręt zmuszony był opuścić Sentai 5 z powodu problemów technicznych z turbinami. Po naprawach krążownik powrócił do jednostki i w marcu i kwietniu 1926 roku operował w rejonie Qingdao. 1 grudnia tego samego roku okręt został jednostką flagową 1. Flotylli Okrętów Podwodnych. 20 czerwca 1927 roku „Yura” zasiliła Sentai 3.
W 1928 roku okręt wycofano do rezerwy w Sasebo. W kwietniu 1929 roku oraz w marcu i kwietniu 1930 roku krążownik wraz z Sentai 3 odbywał rejsy w rejonie Qingdao i Qinhuangdao. W roku 1931 krążownik ponownie trafił do rezerwy, gdzie od września do grudnia przechodził remont. Podczas incydentu szanghajskiego, okręt od lutego do 20 marca 1932 roku wspierał ostrzałem artyleryjskim działania na lądzie. 22 marca tego samego roku jednostka trafiła do suchego doku, gdzie naprawiono uszkodzenia konstrukcji powstałe w wyniku prowadzenia ognia oraz wzmocniono pokład dookoła stanowisk artyleryjskich. 20 maja 1933 roku przeniesiono „Yurę” do Sentai 7. Do jesieni 1933 roku okręt pozostawał na wodach chińskich. Od września 1933 roku do lutego 1934 roku przechodził modernizację w stoczni w Sasebo.
Po remoncie, 25 lutego 1934 roku „Yura” została okrętem flagowym 2. Flotylli Okrętów Podwodnych. Od października tego samego roku do stycznia 1935 roku, okręt przechodził kolejny remont, podczas którego poprawiono m.in. jego stateczność. W lutym 1935 roku okręt wraz z 2. Flotyllą wyruszył na Wyspy Kurylskie. Od 15 listopada 1935 roku do 1 grudnia 1936 roku okręt ponownie przebywał w rezerwie, przechodząc remonty. Do grudnia 1937 roku krążownik pełnił funkcję jednostki flagowej Sentai 8 i podczas wojny japońsko-chińskiej patrolował rejon Qingdao. W latach 1938–1939 okręt wraz z Sentai 8 operował na wodach chińskich. Od 1 maja 1940 roku „Yura” była okrętem flagowym 5. Flotylli Okrętów Podwodnych, operując w rejonie Karolinów, Wysp Marshalla i Marianów w miesiącach od maja do września.

### Lata 1941–1942
W listopadzie 1941 roku „Yura” wraz z 5. Flotyllą Okrętów Podwodnych pod dowództwem kadm. Tadashige Daigo udały się na południe wyspy Hajnan. W grudniu tego samego roku okręt wraz z 5. Flotyllą osłaniał konwój statków transportowych z wojskiem i sprzętem na Malaje. W późniejszym czasie, wraz z trzema niszczycielami „Yura” eskortowała transport piechoty, który wylądował 16 grudnia na północy Borneo. Pod koniec grudnia krążownik eskortował konwój do Sarawak. Podczas tej eskorty, „Yura” została zaatakowana przez holenderski okręt podwodny K-XIV, jednak atak ten zakończył się niepowodzeniem.
19 stycznia 1942 roku krążownik przydzielono do sił dowodzonych przez kadm. Takeo Kuritę. 26 stycznia tego samego roku, okręt wraz z ciężkimi krążownikami „Kumano” i „Suzuya” osłaniał lądowanie w Endau. 10 lutego krążownik udał się na wyspę Bangka oraz Sumatrę Północną, by wspierać tamtejsze desanty. Od 13 lutego okręt wraz z 1. Zespołem Eskortowym przechwytywał i zatapiał statki opuszczające Singapur. 19 lutego krążownik powrócił do bazy na Wyspach Anambas. 1 marca 1942 roku okręt wraz z niszczycielami wspierał lądowanie na Jawie. 4 marca „Yura” uratowała rozbitków z tankowca „Erimo”, zatopionego przez okręt podwodny USS S-39. W dniach 9–12 marca 1942 roku krążownik wraz z 1. Zespołem Eskortowym ponownie osłaniał desant na Sumatrę, zaś od 20 do 23 marca, okręt eskortował transportowce udające się do Port Blair. 1 kwietnia „Yura” dołączył do sił wadm. Jisaburō Ozawy, zaś 6 kwietnia wraz z niszczycielem „Yūgiri” zatopił trzy statki handlowe. Od 20 kwietnia do 19 maja okręt przechodził remont w Sasebo.
Pod koniec remontu, 10 maja 1942 roku na okręcie swoją flagę podniósł kadm. Shōji Nishimura. W lipcu 1942 roku krążownik został okrętem flagowym kadm. Tamotsu Takamy. 24 sierpnia okręt uczestniczył w bitwie koło wschodnich Wysp Salomona, osłaniając siły wadm. Nobutake Kondō. Od września „Yura” operowała w okolicach bazy na wyspie Shortland. 25 września okręt został zaatakowany przez dwa bombowce Boeing B-17 Flying Fortress. W wyniku ataku został trafiony bombą lotniczą w rejon działa numer siedem, jednak nie odniósł on większych uszkodzeń.
12 października krążownik eskortował z Shortland dwa transportowce wodnosamolotów „Nisshin” i „Chitose” powracające z misji zaopatrzeniowej na Guadalcanal, a następnie 14 i 17 października osłaniał operacje dowożenia tam posiłków. 18 października okręt został trafiony torpedą z okrętu podwodnego USS „Grampus” (SS-207) koło wyspy Choiseul, jednak torpeda ta nie wybuchła i krążownik odniósł tylko niewielkie wgniecenia blach. Okręt skierowano następnie do wsparcia walk o lotnisko Henderson Field na Guadalcanalu i 24 października w składzie grupy uderzeniowej numer 2 opuścił Shortland. 25 października grupa została zaatakowana przez bombowce horyzontalne i nurkujące. „Yura” została trafiona dwiema bombami w okolice rufy. Uszkodzony krążownik w eskorcie niszczycieli udał się na północ z prędkością 23 węzłów. Planowano osadzić krążownik na północy wyspy Santa Isabel, jednak około godziny 15:00 okręt został zaatakowany przez bombowce. „Yura” została trafiona kolejnymi trzema bombami, co spowodowało liczne pożary. Stan techniczny krążownika był na tyle poważny, że nie dało się już prowadzić działań mających na celu jego uratowanie. Załoga opuściła pokład i przeszła na pokład niszczyciela „Murasame”. Dwa pozostałe niszczyciele: „Yūdachi” oraz „Harusame” dobiły opuszczony krążownik. „Yura” zatonęła w pobliżu Cieśniny Indispensable na pozycji 08°15′S 159°57′E/-8,250000 159,950000, będąc jednocześnie pierwszym japońskim lekkim krążownikiem straconym podczas II wojny światowej. Okręt skreślono ze stanu floty 20 listopada 1942 roku.